# SGC이앤씨
SGC E&C는 대한민국의 건설 기업이다.

## 역사
1982년 9월 14일에 설립한 영창건설이 1997년 2월 21일에 OCI주식회사(구, 동양제철화학)의 기술부를 인수하고, 1998년 6월 30일 영창실업을 흡수합병하여 2000년 3월 18일 (주)이테크이앤씨로 사명을 교체했고, 또 2005년 4월 29일 (주)이테크건설로 사명을 교체하였다.
2020년 9월 29일 임시주주총회의 회사 합병 및 분할합병 승인에 따른 효력발생일(2020년 11월 2일)을 기준으로  SGC이테크건설로 변경하였다.
2024년 3월 20일 제42기 정기주주총회에서 기업 이미지 제고를 위해 상호명을 SGC이앤씨(주)로 상호를 변경하였다.

## 사업
2024년 사우디아라비아에서 7천억 원 규모의 에틸렌·프로필렌 생산설비 공사를 수주하였다.
2023년 말레이시아에서 2천억 원 규모의 화학플랜트 공사를 수주하였다.